# 세 자매봉

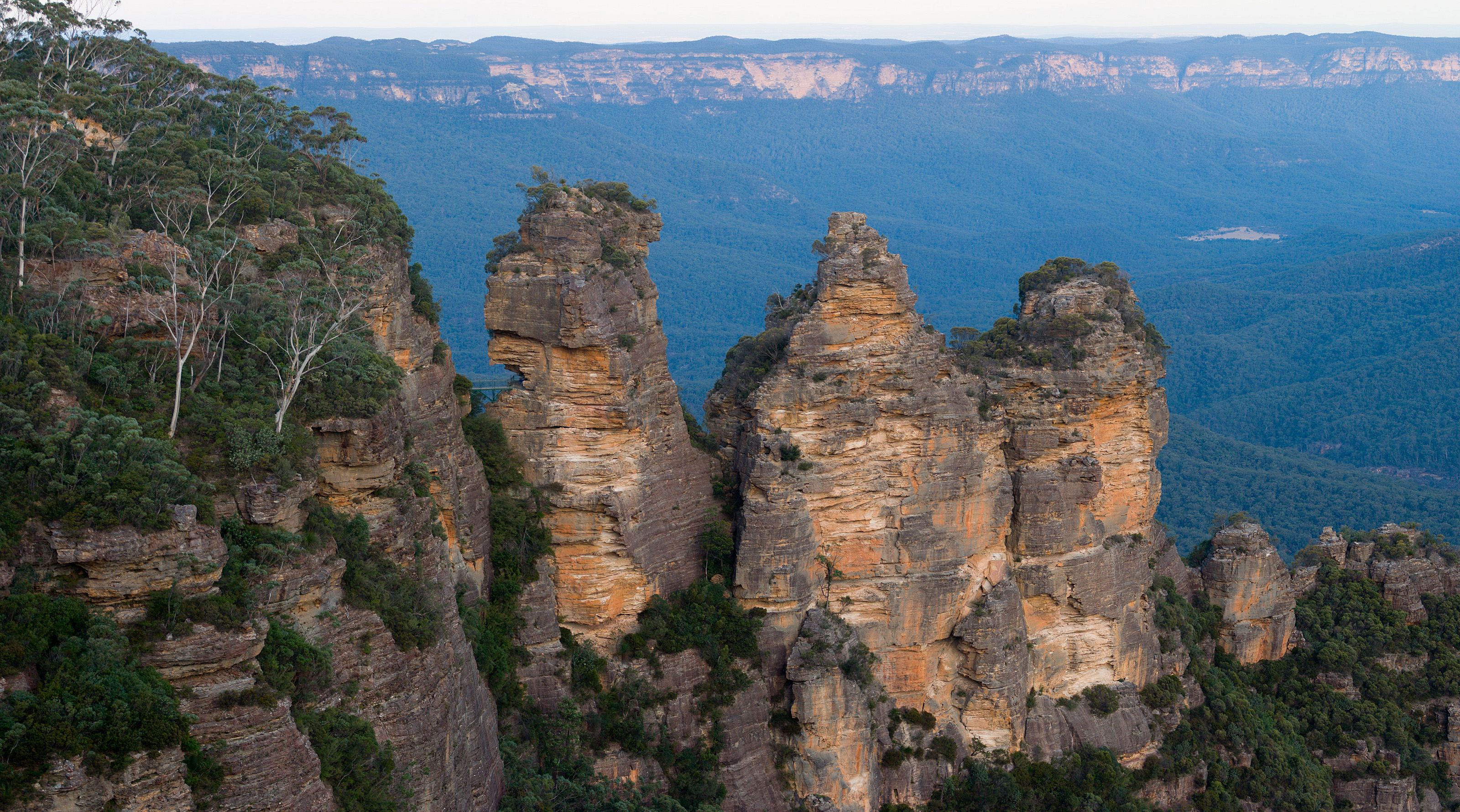
제이미슨 계곡 위에 우뚝 솟은 세 자매봉

세 자매봉(Three Sisters)은 이 바위들은 오스트레일리아 뉴사우스웨일스주 블루마운틴스에 있는 특이한 바위들로, 제이미슨 계곡의 북쪽 절벽에 위치해 있다. 이 바위들은 카툼바 마을 가까이에 위치해 있으며, 제이미슨 계곡 위에 우뚝 솟아 있는 블루마운틴의 가장 잘 알려진 유적지들 중 하나이다. 그들의 이름은 메니 (922 m), 위미아 (918 m), 구니도 (906 m)이다.
이 봉은 연간 60만 명 이상의 방문객을 받고 있다.